# Lecananthus peduncularis
Lecananthus peduncularis är en måreväxtart som beskrevs av Christian Puff. Lecananthus peduncularis ingår i släktet Lecananthus och familjen måreväxter. Inga underarter finns listade i Catalogue of Life.